# Arthrobotrys robusta
Arthrobotrys robusta är en svampart som beskrevs av Dudd. 1952. Arthrobotrys robusta ingår i släktet Arthrobotrys och familjen vaxskålar.   Inga underarter finns listade i Catalogue of Life.